# The Destroyer
«Разрушитель» (англ. The Destroyer) — картина американского художника Фрэнка Фразетты. Широкой общественности известна как «Конан-Разрушитель» (англ. Conan the Destroyer); несмотря на это, ни одна из картин Фразетты, изображающая персонажа рассказов Роберта Говарда Конана, не имеет в составе имени персонажа. На картине Конан изображён сражающимся в одиночку против многочисленных врагов.

## История
Картина написана на холсте масляными красками в 1971 году.

### Иллюстрации
Картина использована для иллюстрации приключенческого романа Джона Маддокса Робертса «Конан в цитадели мрака», романов «Морская ведьма», «След исполина», «Повелитель Самарканда» и многих других книг.

### Продажа картины
Несмотря на большую популярность картины и её использование для иллюстрации книг, сенсационной новостью стала продажа оригинала 23 июля 2010 года за 1,5 миллиона долларов на фестивале Комик-Кон в Сан-Диего. Картина была приобретена частным коллекционером; известно, что на данный момент это самая дорогая картина Фрэнка Фразетты; она была продана спустя два месяца после смерти самого художника.